# Larrodrigo
Larrodrigo ist ein westspanischer Ort und eine Gemeinde (municipio) mit 186 Einwohnern (Stand: 2024) in der Provinz Salamanca in der Region Kastilien und León. Neben dem Hauptort Larrodrigo gehören die Ortschaft Carabias und die Wüstung Gallegos de Crespos zur Gemeinde.

## Lage und Klima
Die ca. 870 m hoch gelegene Gemeinde Larrodrigo befindet sich im äußersten Süden der altkastilischen Hochebene (meseta). Die Stadt Salamanca ist knapp 29 km in nordwestlicher Richtung entfernt. 
Das Klima im Winter ist durchaus kühl; die geringen Niederschlagsmengen (503 mm) fallen – mit Ausnahme der nahezu regenlosen Sommermonate – verteilt übers ganze Jahr.

## Bevölkerungsentwicklung
| Jahr      | 1970 | 1981 | 1991 | 2001 | 2011 | 2021 |
| Einwohner | 443  | 385  | 297  | 300  | 219  | 185  |

## Sehenswürdigkeiten
- Peterskirche (Iglesia de San Pedro Apóstol)

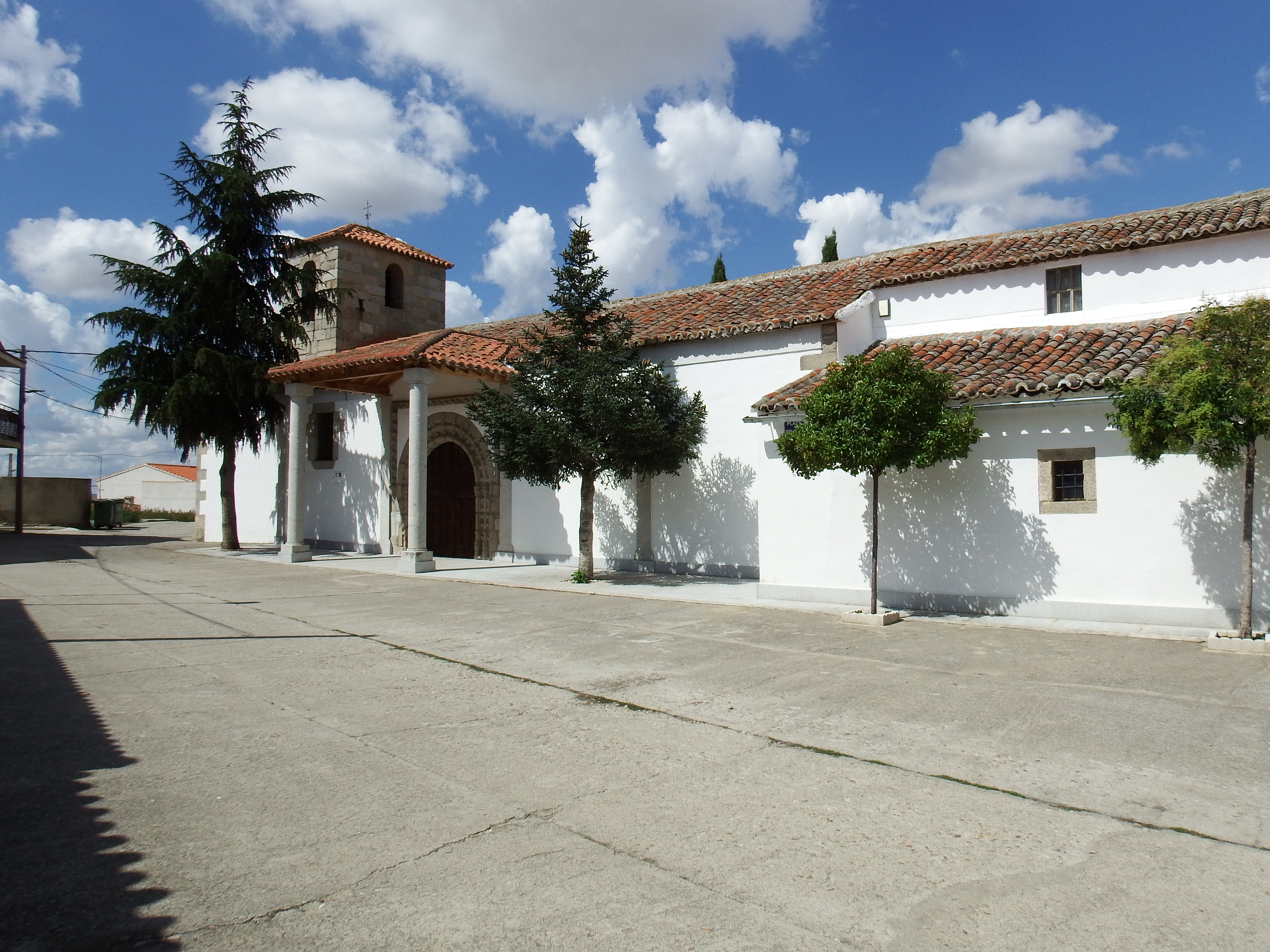
Peterskirche
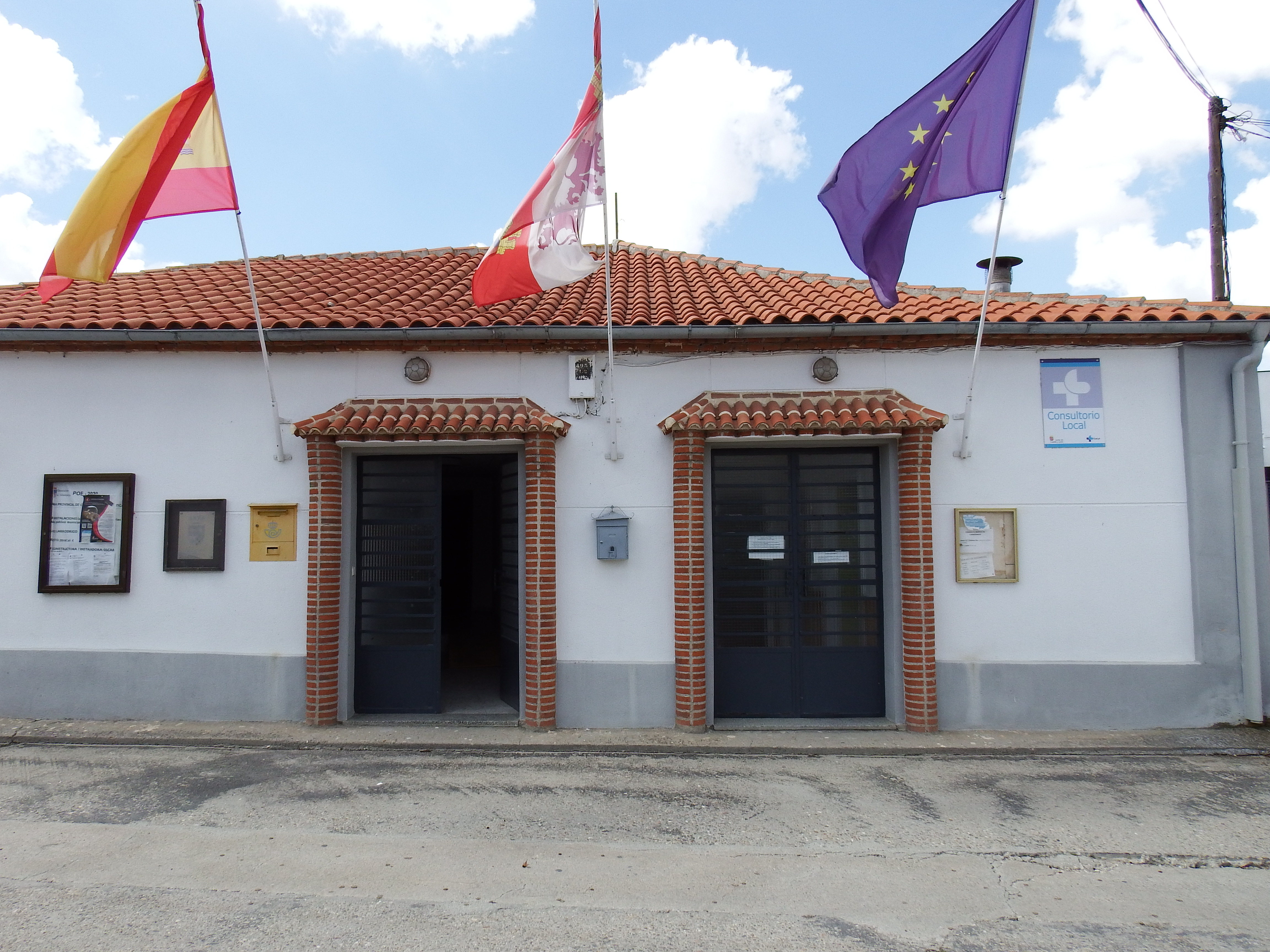
Rathaus